# Sıla (série télévisée)
Pour les articles homonymes, voir Sıla.
Sıla est une série télévisée turque en 79 épisodes de 82 minutes réalisée par Gül Oğuz, produite par FM Yapim, et diffusée du 15 septembre 2006 au 19 septembre 2008 sur la chaîne de télévision hertzienne ATV.
La série suit les aventures de Sıla, une jeune turque forcée, par tradition, de se marier à Boran, le agha d'une famille de sa ville natale, afin de sauver la vie de son frère.
Cette série est inédite dans tous les pays francophones.

## Synopsis
Sıla (Cansu Dere) est issue d'une famille pauvre de Mardin, une ville du sud-est de la Turquie. Son père, Celil (Menderes Samancılar), qui ne peut subvenir aux besoins de la famille, confie son enfant à une riche famille d'Istanbul. Sıla grandit dans un milieu beaucoup plus aisé que celui de sa famille d'origine. Elle est forcée de se marier avec le futur beau-frère de son frère qui est le agha de cette ville.

## Distribution
- Cansu Dere : Sila Sönmez/Genco
- Mehmet Âkif Alakurt : Boran Genco/Boran Ağa
- Zeynep Eronat (tr) : Bedar Sönmez, mère de Sila
- Menderes Samancılar (tr) : Celil Sönmez, père de Sila
- Fatoş Tez : Kevser Genco
- Fatoş Sezer (tr) : grand-mère de Boran
- Namık Kemal Yiğittürk (tr) : Firuz Ağa
- Muhammed Cangören (tr) : Zinar
- Kartal Balaban (tr) : Emre
- Devrim Saltoğlu (tr) : Cihan Genco
- Cemal Toktaş (tr) : Azad
- Boncuk Yılmaz (tr) : Narin
- Tayanç Ayaydın (tr) : Abay